# Sket Dance
Sket Dance (スケット・ダンス?, Suketto Dansu) è un manga scritto e disegnato da Kenta Shinohara (autore di Kanata no Astra). In Giappone è stato serializzato su Weekly Shōnen Jump, a partire dalla sua uscita numero 33 del 2007 per finire nel numero 32 del 2013. Il capitolo pilota uscì invece nel numero 39 del 2006. In Italia è pubblicato dalla Planet Manga partire dal 22 marzo 2012 a cadenza mensile. Dal 7 aprile 2011 è iniziato anche l'anime su TV Tokyo, concluso poi il 27 settembre 2012 con un totale di 77 episodi.

## Trama
Il manga è basato sulle disavventure dello "Sket-Dan", un club che si occupa di risolvere i problemi degli studenti, di qualsiasi tipo essi siano. Il fondatore del club, l'improbabile "Bossun", ha promesso a se stesso di aiutare sempre e comunque le persone in difficoltà, compresi i suoi problematici compagni, l'ex-teppista "Himeko" e il nerd "Switch",
L'antagonismo con l'Associazione Studentesca e una vasta gamma di personaggi demenziali non fa che rendere ancora più tragicomiche le giornate all'Istituto Kaimei, eppure, tra gag e continui battibecchi,  il passato di Himeko e Switch non è così leggero come sembra.

## Media

### Manga
Sket Dance è scritto e illustrato da Kenta Shinohara e uscito su Weekly Shōnen Jump nel luglio 2007. I capitoli sono stati poi riuniti in volumi chiamati tankōbon e pubblicati dalla Shūeisha a partire dal 2 novembre 2007 per un totale di 32 volumi.
Fuori dal Giappone, la serie è sotto licenza della Tong Li Publishing in Taiwan.
Dal marzo 2012 Sket Dance viene pubblicato anche in Italia dalla Panini Comics a cadenza mensile al prezzo di 3,90€ fino al volume 4, al prezzo di 4,20€ dal volume 5 fino al 18 e poi con cadenza bimestrale ed al prezzo di 5,50€ dal volume 19 in poi.

### Drama CD
Shueisha ha pubblicato un Drama CD Sket Dance ドラマCD (ISBN 978-4-08-901169-0) il 30 ottobre 2009 ed un secondo Sket Dance 2 ドラマCD (ISBN 978-4-08-901171-3) il 28 aprile 2010.

### Light novel
Un romanzo scritto da Sawako Hirabayashi e illustrato da Kenta Shinohara dal titolo SKET DANCE extra dance1: Theory true? Seven wonders of school (ISBN 978-4-08-703211-6) è stato pubblicato in Giappone da Shūeisha il 4 novembre 2009. Un secondo romanzo, sempre scritto da Sawako Hirabayashi e illustrato da Kenta Shinohara, è intitolato SKET DANCE extra dance2: Student Council Case Report ~The Cook Shell Incident~ (ISBN 978-4-08-703225-3) ed è stato pubblicato il 2 luglio 2010.

### Anime

Logo dell'anime

Un adattamento anime di Tatsunoko Production del manga Sket Dance è iniziato il 17 aprile 2011 sull'emittente TV Tokyo. La serie animata si è conclusa con un totale di 77 episodi, con 6 opening e 14 ending. La serie è stata anche trasmessa in simulcast da parte di Crunchyroll in diversi paesi.

#### Sigle
La serie è composta da 6 opening e 14 ending.
Opening
1. Kakko Warui I love you! (カッコ悪いI love you!?) degli French Kiss (episodi 2-17)
2. Michi (道?) degli The Sketchbook (episodi 18-26)
3. Graffiti di Gackt (episodi 27-39)
4. Message degli The Sketchbook (episodi 40-46, 48-51)
5. Reboot degli everset (episodi 53-63)
6. Clear degli The Sketchbook (episodi 65-76)

Ending
1. Kakko Warui I love you! (カッコ悪いI love you!?) degli French Kiss (episodi 1, 51)
2. Comic Sonic degli The Pillows (episodi 2-16)
3. Funny Bunny (Rock Stock Version) degli The Pillows (episodio 17)
4. Clover (クローバー?) degli The Sketchbook (episodi 18-24, 26)
5. Kioku (キヲク?) degli The Sketchbook (episodio 25)
6. Milk to Chocolate (ミルクとチョコレート?) degli ChocoLe (episodi 27-36, 38-39)
7. HERO degli The Sketchbook (episodio 37)
8. Party! Hallelujah! (パーリー!ハレルヤ!?) degli SKET ROCK (Yusuke Fujisaki [CV: Hiroyuki Yoshino], Sasuke Tsubaki [CV: Hiro Shimono], Kazuyoshi Usui [CV: Tomokazu Sugita], Soujirou Agata [CV: Tomokazu Seki]) (episodi 40-46, 49-50)
9. Message degli The Sketchbook (episodio 47)
10. Birthday degli The Sketchbook (episodio 48)
11. Colors degli The Sketchbook (episodi 52-61, 63)
12. Sekai wa Okujou de Miwataseta (世界は屋上で見渡せた?) degli SKET x Sketch (episodi 65-69, 71-72, 74-75)
13. Sekai wa Okujou de Miwataseta: Gasshou Ver. (世界は屋上で見渡せた ~合唱 Ver.~?) degli Kaimei Gakuen Seitokai Shikko-bu (開盟学園生徒会執行部?) (episodio 70)
14. Startup degli The Sketchbook (episodio 77)

## Il crossover conGintama
L'11 aprile 2011 sono stati pubblicati sulla rivista Weekly Shōnen Jump dei capitoli crossover tra i manga Sket Dance e Gintama. Questi sono stati trasposti in anime: il 26 settembre 2011 è stato trasmesso un episodio di Gintama con i personaggi di Sket Dance ed il 29 settembre è stato trasmesso un episodio di Sket Dance con i personaggi di Gintama. Per entrambe le serie si tratta dell'episodio 26 (della seconda serie per Gintama). Entrambi sono stati prodotti in collaborazione da Sunrise, lo studio di Gintama, e Tatsunoko, lo studio di Sket Dance. Per quanto riguarda la versione italiana del manga, il crossover si trova nel volume numero 20 per Sket Dance e nel volume numero 41 per Gintama.

## Accoglienza
Nel sondaggio Manga Sōsenkyo 2021 indetto da TV Asahi, 150 000 persone hanno votato la loro top 100 delle serie manga e Sket Dance si è classificata al 96º posto.